# Конкурс пианистов имени Май Линд
Конкурс пианистов имени Май Линд (фин. Maj Lind -pianokilpailu) — конкурс пианистов, исполняющих академическую музыку, проходящий с 1945 г. в Финляндии. Проводится под патронатом Академии имени Сибелиуса. Носит имя Май Линд (урождённой Майи Ильиничны Копьевой, 1867—1942), вдовы предпринимателя Арвида Линда, завещавшей на проведение конкурса значительную сумму.
Вплоть до 1997 г. конкурс имени Май Линд проводился как национальный. Среди его лауреатов наиболее известны пианистка Лаура Миккола (1992) и Лейф Сегерстам, завоевавший победу в нём в 1962 г. в бытность абитуриентом Академии имени Сибелиуса, однако прославившийся в дальнейшем как дирижёр и композитор.
С 2002 г. конкурс приобрёл статус международного и проводится раз в пять лет.

## Лауреаты Международного конкурса имени Май Линд
| 2002 | Альберто Нозе (Италия)  |
| 2007 | Софья Гуляк (Россия)    |
| 2012 | Сергей Редькин (Россия) |